# Ramón José Frías
Ramón José Frías y Molina (Berja, 9 de enero de 1801- Madrid, 4 de enero de 1851) fue un jesuita y educador español.

## Biografía
Nació en Berja, provincia de Almería. Fue hijo de Francisco Frías y Josefa Molina. Fue su tío paterno, Joaquín Frías Moya que sería ministro de Marina entre el 3 de octubre de 1840 y el 10 de mayo de 1841.
Ingresó en la Compañía de Jesús el 21 de noviembre de 1817 en el noviciado establecido por los jesuitas en el Sacromonte de Granada.

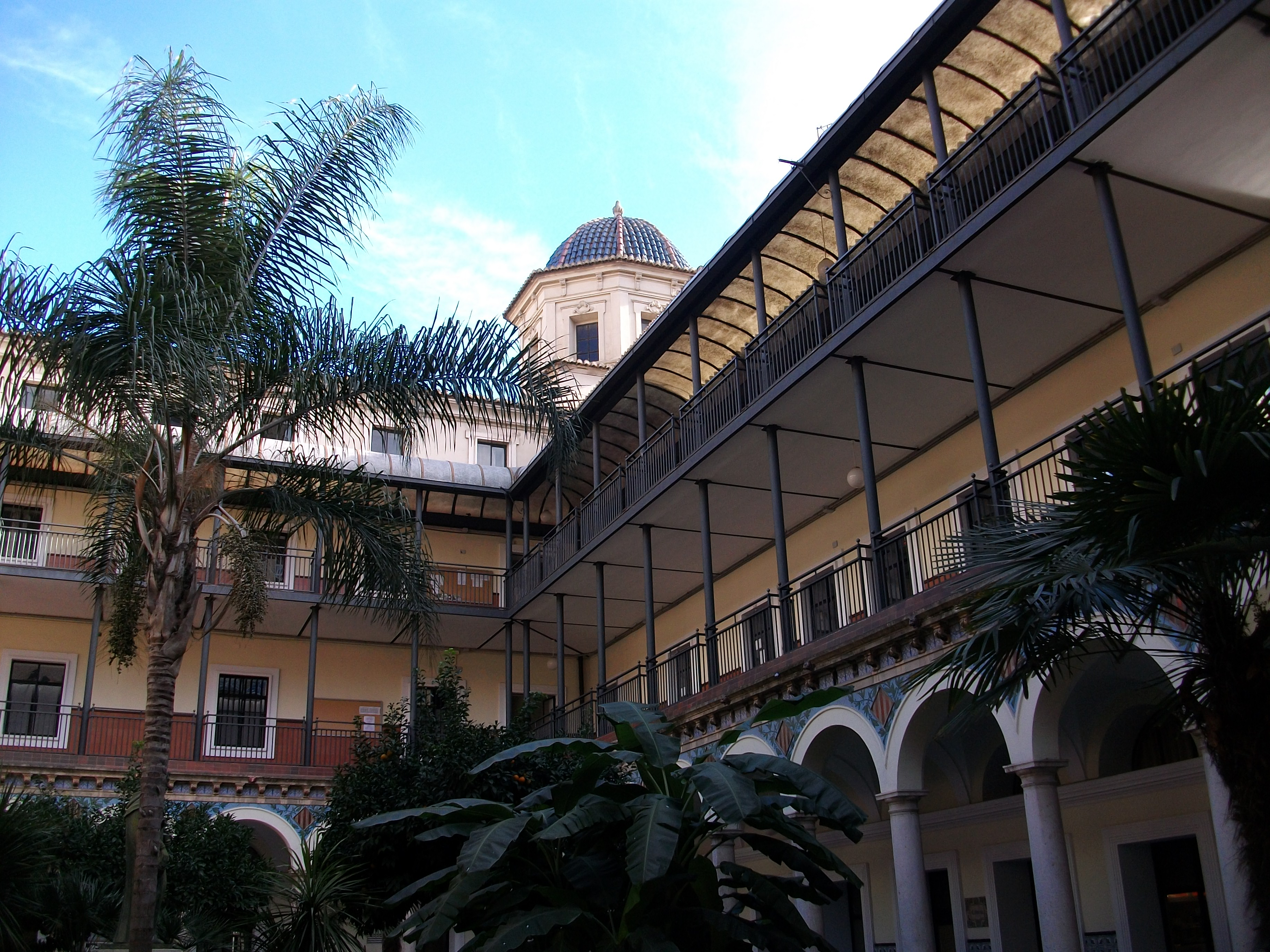
Patio del colegio de San Pablo en Valencia (actual Instituto Luis Vives), refundado por Ramón José Frías.

Fue ordenado sacerdote el 28 de agosto de 1821. En 1823 con el restablecimiento de la Compañía de Jesús en España tras el Trienio Liberal fue destinado a refundar el colegio de la Compañía en Valencia en el lugar que hasta entonces había sido ocupado por el noviciado de esta orden.
En 1828 fue destinado a ser preceptor de los hijos del infante don Carlos, hermano de Fernando VII como sucesor del también jesuita Mariano Puyal. Serían sus pupilos los infantes:
- Carlos Luis,
- Juan, y
- Fernando

Con este motivo, el padre Frías tuvo que trasladarse a vivir a Madrid, residiendo en el Colegio Imperial. Durante su tiempo como preceptor, fue confesor de los infantes el padre jesuita Rafael de la Calle.
Tras el exilio encubierto de la familia de don Carlos a Portugal en 1832 siguió a sus regios alumnos hasta 1836. Con estos viajó después a la Gran Bretaña, a Turín y Alemania.
Finalmente acabaría siendo destinado a la provincia jesuítica de Nápoles en 1836, siendo sucedido como preceptor por el jesuita Ramón García. De acuerdo con algunos autores como Moral el cese como preceptor de los hijos del pretendiente se debió a las crecientes tensiones con don Carlos.
Volvió a España en 1847, donde comenzó el proceso de secularización. Desde su vuelta a España vivió en Madrid.
Se secularizó en 1848. Murió en Madrid el 4 de enero de 1851, habiendo confesado antes con un jesuita. Sus funerales se celebraron en la parroquial de San Martín.